# آآ لورنزی
آآ لورنزی (نام علمی: Aa lorentzii) نام یک گونه از سرده آآ است.